# 仲通 (横浜市)
仲通（なかどおり）は、神奈川県横浜市鶴見区の町名。住居表示は未実施で、現行行政地名は仲通1丁目から仲通3丁目（字丁目）。

## 地理
鶴見区の中央部、鶴見駅の南東方向に位置する。東西にやや長い町域を持ち、西から1～3丁目の順に字丁目が設けられている。北は潮田町2・3丁目、東は浜町1・2丁目、南は汐入町2・3丁目、南東は産業道路・首都高速横羽線を挟んで弁天町、西は本町通2～4丁目と接する。1丁目を南北に潮風大通り、1丁目から3丁目にかけて東西に仲通商店街が通る。仲通商店街を西に直進すると本町通商店街に通じ、潮見橋を渡り国道15号（第一京浜）・鶴見中央方面へと至る。

### 交通
仲通1丁目、仲通3丁目の停留所があり、鶴見駅前から横浜市営バスが運行されている。町内に鉄道駅はなく、1丁目から京急鶴見駅・京浜東北線鶴見駅までは1.5kmほど、3丁目から鶴見線浅野駅までは700mほどである。

## 歴史
元は橘樹郡潮田町の一部で、1927年4月に横浜市に編入。同年10月に区制施行により、横浜市鶴見区潮田町となる。1941年4月1日に仲通が分離新設された。1962年9月18日に土地区画整理事業に伴い、浜町の一部を編入し、潮田町、本町通、汐入町との境界を変更した。町名は本町通と同時期に名付けられ、潮田町のメインストリートの意味であると考えられている。旧潮田町の中心にあたり、大正時代以降には商店街が形成され、周辺には住宅が立ち並んだ。京浜工業地帯に近接した商業地区として賑わったが、公害反対運動がおこり1970年に日本鋼管の工場が扇島に移転すると、次第に勢いを失っていった。

### リトル沖縄
1899年から1903年にかけて、沖縄で土地整理事業実施。納税に苦しんで、土地を売りハワイに移住する人が相次いだが、移住できなかった人たちが沖縄に帰ることもできず、止むなく鶴見や川崎に移り住んだ。1913年に浅野総一郎・白石元治郎らにより鶴見川河口周辺が埋め立てられ工場が進出すると、沖縄出身者や朝鮮人が労働者として集まった。1927年、鶴見沖縄県人同士会が発足。1945年に空襲が激化すると、疎開できる者は疎開して、この周辺には沖縄出身者と朝鮮人が残された。終戦後の沖縄はアメリカ合衆国の統治下に置かれ、沖縄出身者であっても上陸することができなくなった。そうした人への支援のための全国組織「沖縄人連盟」が結成され、鶴見区にも支部が設けられた。1980年には仲通3丁目に鶴見沖縄県人会会館（おきつる青少年会館）が完成。親睦活動や沖縄芸能が行われるほか、物産センターと沖縄料理店が入居する。

## 世帯数と人口
2025年（令和7年）6月30日現在（横浜市発表）の世帯数と人口は以下の通りである。
| 丁目      | 世帯数    | 人口    |
| --------- | --------- | ------- |
| 仲通1丁目 | 579世帯   | 1,029人 |
| 仲通2丁目 | 656世帯   | 1,070人 |
| 仲通3丁目 | 766世帯   | 1,252人 |
| 計        | 2,001世帯 | 3,351人 |

### 人口の変遷
国勢調査による人口の推移。
| 年                 | 人口  |
| ------------------ | ----- |
| 1995年（平成7年）  | 3,641 |
| 2000年（平成12年） | 3,538 |
| 2005年（平成17年） | 3,389 |
| 2010年（平成22年） | 3,354 |
| 2015年（平成27年） | 3,106 |
| 2020年（令和2年）  | 3,222 |

### 世帯数の変遷
国勢調査による世帯数の推移。
| 年                 | 世帯数 |
| ------------------ | ------ |
| 1995年（平成7年）  | 1,457  |
| 2000年（平成12年） | 1,518  |
| 2005年（平成17年） | 1,580  |
| 2010年（平成22年） | 1,646  |
| 2015年（平成27年） | 1,596  |
| 2020年（令和2年）  | 1,726  |

## 学区
市立小・中学校に通う場合、学区は以下の通りとなる（2024年11月時点）。
| 丁目      | 番・番地等 | 小学校             | 中学校             |
| --------- | ---------- | ------------------ | ------------------ |
| 仲通1丁目 | 全域       | 横浜市立汐入小学校 | 横浜市立寛政中学校 |
| 仲通2丁目 | 全域       | 横浜市立潮田小学校 | 横浜市立潮田中学校 |
| 仲通3丁目 | 全域       | 横浜市立入船小学校 | 横浜市立寛政中学校 |

## 事業所
2021年（令和3年）現在の経済センサス調査による事業所数と従業員数は以下の通りである。
| 丁目      | 事業所数 | 従業員数 |
| --------- | -------- | -------- |
| 仲通1丁目 | 36事業所 | 260人    |
| 仲通2丁目 | 24事業所 | 178人    |
| 仲通3丁目 | 25事業所 | 146人    |
| 計        | 85事業所 | 584人    |

### 事業者数の変遷
経済センサスによる事業所数の推移。
| 年                 | 事業者数 |
| ------------------ | -------- |
| 2016年（平成28年） | 106      |
| 2021年（令和3年）  | 85       |

### 従業員数の変遷
経済センサスによる従業員数の推移。
| 年                 | 従業員数 |
| ------------------ | -------- |
| 2016年（平成28年） | 628      |
| 2021年（令和3年）  | 584      |

## 施設
- 横浜仲通郵便局[19]
- 横浜信用金庫 潮田支店[20]
- 鶴見警察署 本町通交番

## その他

### 日本郵便
- 郵便番号 : 230-0042[3]（集配局：鶴見郵便局[21]）

### 警察
町内の警察の管轄区域は以下の通りである。
| 丁目      | 番・番地等 | 警察署     | 交番・駐在所 |
| --------- | ---------- | ---------- | ------------ |
| 仲通1丁目 | 全域       | 鶴見警察署 | 本町通交番   |
| 仲通2丁目 | 全域       | 鶴見警察署 | 潮田交番     |
| 仲通3丁目 | 全域       | 鶴見警察署 | 潮田交番     |